# 邊境管制

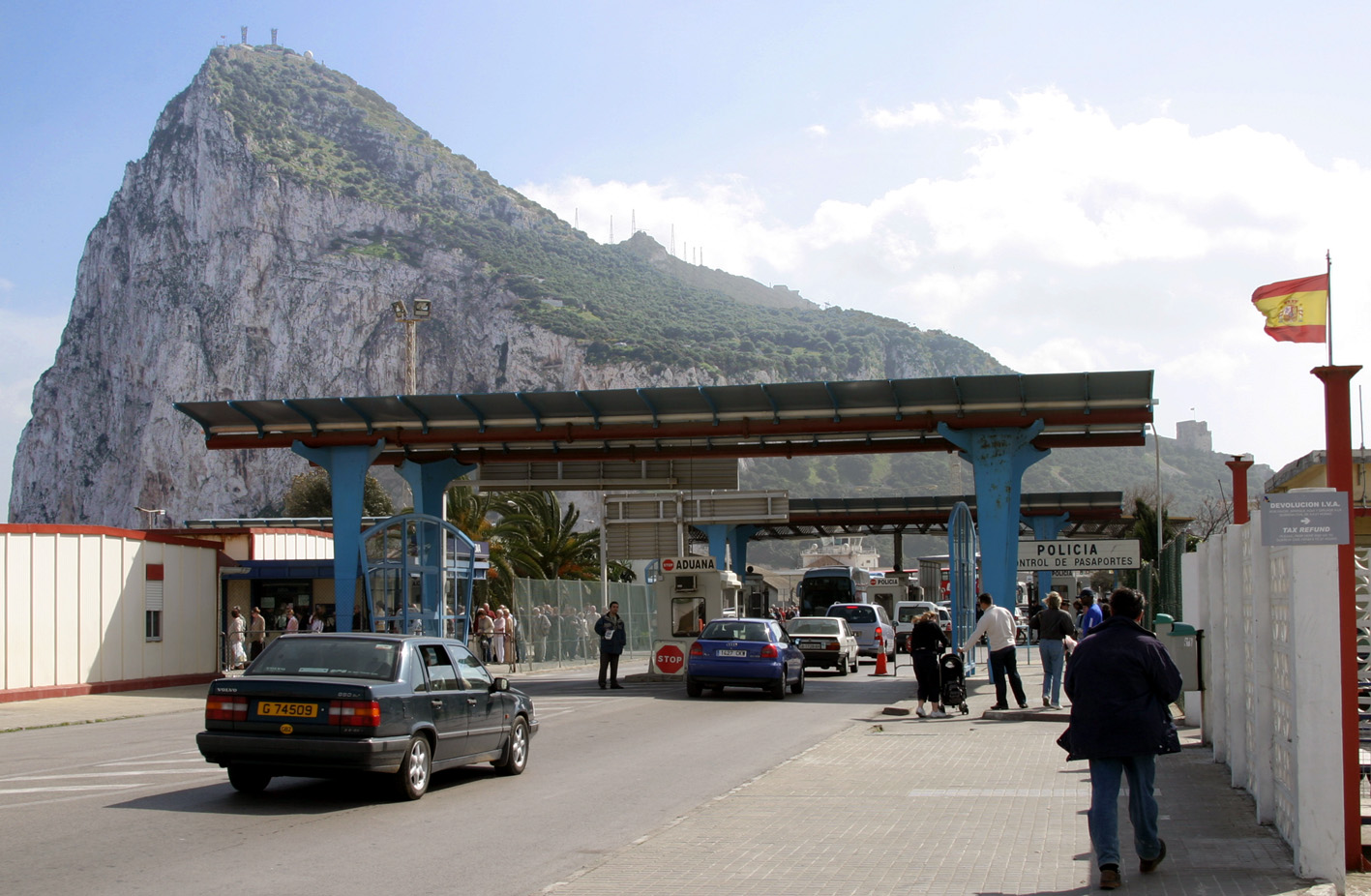
直布羅陀—西班牙边境管制

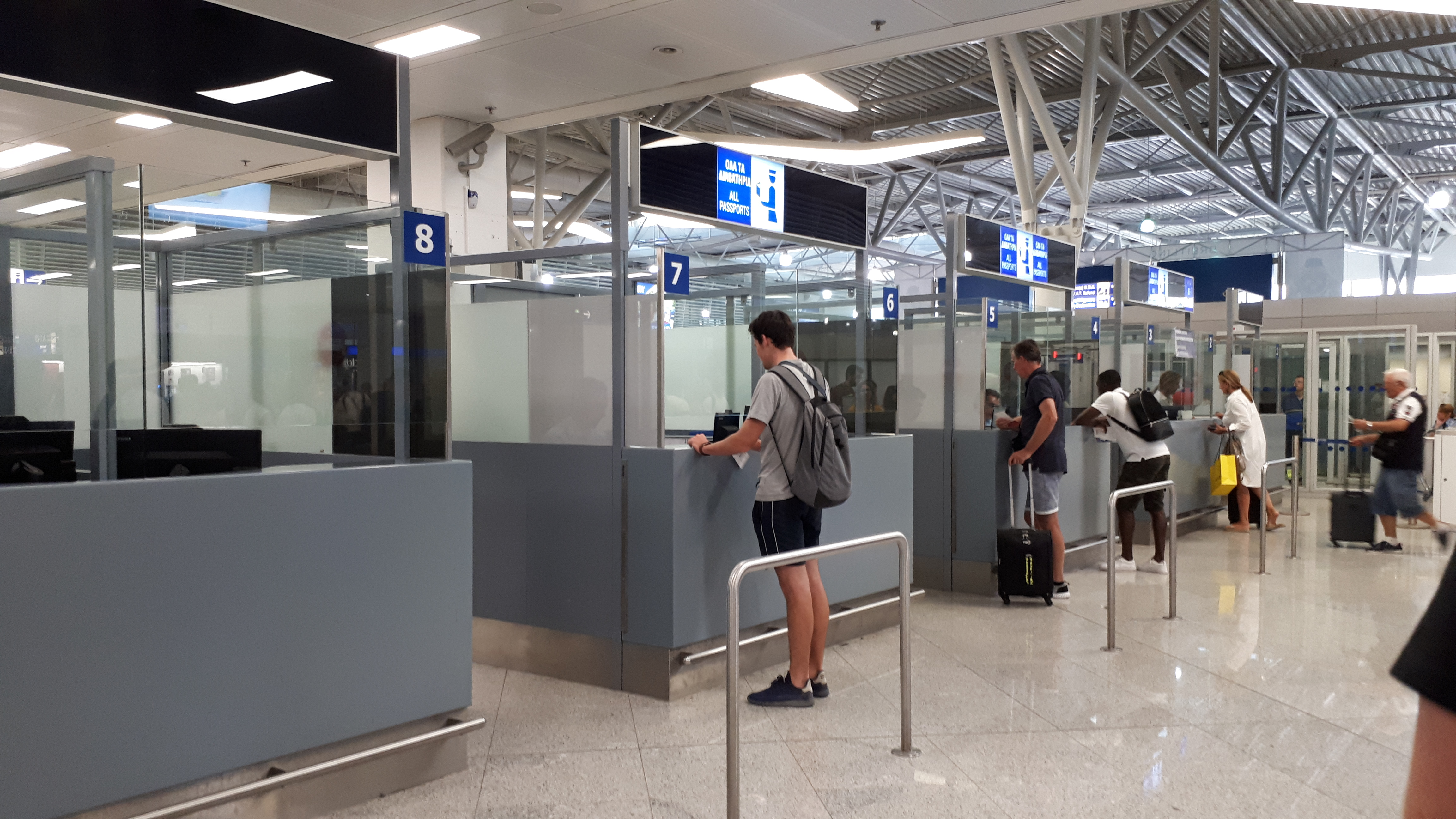
雅典機場入境管制

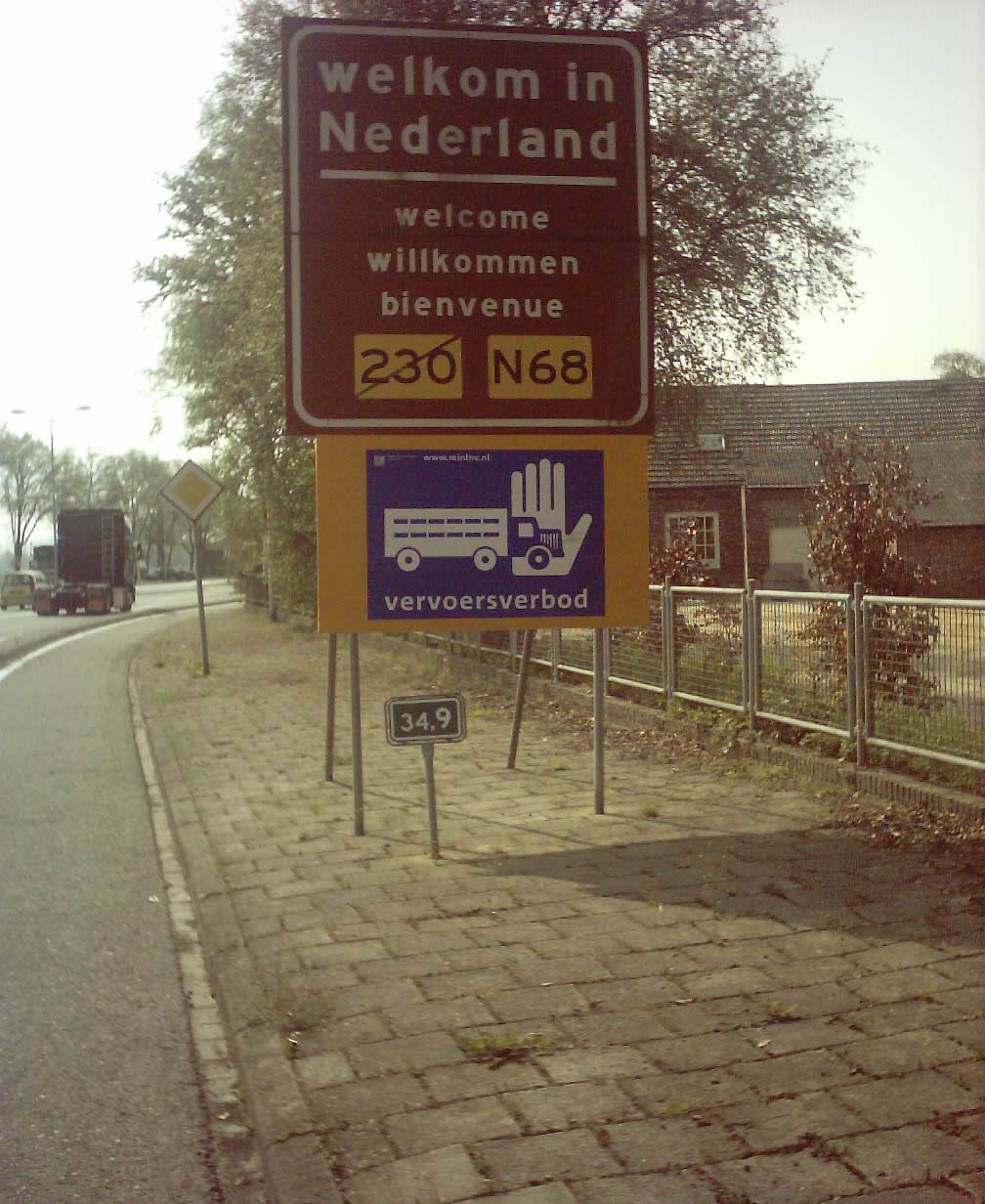
依申根公约取消管制的德国—荷兰边境的告示牌

邊境管制，又稱出入國（境）管理，是國家或地區，進行管制或監察邊境流量的措施。
依世界各國或地区通例，國際機場或港口之檢查，係採C、I、Q制度：海關（Customs），負責貨物進出口的管制及旅客行李及國際郵包的檢查；移民機關（Immigration），負責人員的出入境管理與管制及證照查驗；檢疫機關（Quarantine），負責入境人員及進出口貨物（含跨境動植物）之檢疫工作。及邊防機構及海岸防衛隊負責邊境治安。這類執法人員的官方名稱視乎當地情況。

## 目的
邊境管制的目的：
- 規管合法及非法出入境
- 控制居民流量
- 收取稅務
- 防止毒品、武器、瀕危物種及危險品的走私。
- 執行檢疫措施

## 管制嚴謹度
邊境管制的嚴格程度，視乎有關司法管轄權狀況。管轄權會加強對某國籍旅客、或曾經探訪地區的人士。甚至核實某旅客是否提交入境費用或簽證。亦有其他管轄權只集中堵截違禁品入境，減低管轄權內生物安全的風險。例如申根公約成員國境內，國界沒有邊境管制，僅有隨機抽驗，但對申根成員境外進行嚴格的邊境管制。